# Tobias Gulliksen
Tobias Gulliksen, né le 9 juillet 2003 à Drammen en Norvège, est un footballeur norvégien qui évolue au poste d'ailier gauche au Djurgårdens IF.

## Biographie

### Strømsgodset IF
Né à Drammen en Norvège Tobias Gulliksen est formé par le Strømsgodset IF. En janvier 2019 il signe son premier contrat professionnel. Il joue son premier match en professionnel le 28 juin 2020 lors d'une rencontre d'Eliteserien face au Aalesunds FK. Il entre en jeu à la place de Niklas Gunnarsson (en) et les deux équipes se neutralisent (1-1).
Gulliksen inscrit son premier but en professionnel le 21 juillet 2021, à l'occasion d'une rencontre de championnat face à l'Odds BK. Titulaire, il marque le deuxième but de son équipe sur un service de Halldor Stenevik et son équipe l'emporte ce jour-là sur le score de trois buts à zéro.
Le 20 septembre 2021, Gulliksen prolonge avec son club formateur jusqu'en juillet 2024,.

### FK Bodø/Glimt
Le 21 juillet 2023, Tobias Gulliksen rejoint le FK Bodø/Glimt.

### Djurgårdens IF
Le 23 février 2024 Tobias Gulliksen s'engage en faveur du Djurgårdens IF. Il signe un contrat courant jusqu'en décembre 2027,.
Il se fait remarquer dès son premier match pour le club en marquant son premier but, le 3 mars 2024, face à l'IFK Göteborg en coupe de Suède. Titularisé, il ouvre le score sur un service de Lucas Bergvall et son équipe l'emporte par trois buts à zéro.
Gulliksen réalise son premier doublé pour Djurgårdens le 17 avril 2025, lors du match retour des quarts de finale de la Ligue Conférence 2024-2025 face au Rapid Vienne. Ses deux buts permettent à son équipe de s'imposer (1-4 score final) et d'accéder au tour suivant.

### En sélection
Depuis 2021, il représente l'équipe de Norvège des moins de 19 ans. Il marque son premier but avec cette sélection le 1er juin 2022 contre l'Ukraine (défaite 2-3 des Norvégiens).

## Palmarès
FK Bodø/Glimt
- Championnat de Norvège (1) :
  - Champion : 2023.